# Besalú (kommunhuvudort)
Besalú (baskiska: Besalu) är en kommunhuvudort i Spanien.   Den ligger i provinsen Província de Girona och regionen Katalonien, i den östra delen av landet, 600 km öster om huvudstaden Madrid. Besalú ligger 159 meter över havet och antalet invånare är 2 213.
Terrängen runt Besalú är kuperad åt nordväst, men åt sydost är den platt. Runt Besalú är det tätbefolkat, med 343 invånare per kvadratkilometer. Närmaste större samhälle är Banyoles, 10,7 km sydost om Besalú. I omgivningarna runt Besalú växer i huvudsak blandskog.